# Frano Gundulić
Grof Frano Điva Gundulića (u izvorima i kao: Francesco Giovanni Gondola) (Dubrovnik, 10. srpnja 1630. – Beč, kolovoz 1700.) je bio član dubrovačke plemićke obitelji Gundulić, general u austrijskoj vojsci. Sin je slavnog hrvatskog pjesnika Ivana Gundulića i Nike Sorkočević (Sorgo) †1644. Brat je hrvatskog pjesnika Šiška Gundulića.
Vjenčao se je 1674. godine s milanskom groficom Ottavijom Margheritom Strozzi, dvorskom damom carice majke Eleonore.
Pridružio se austrijskoj vojsci gdje je postao časnik. Dana 27. srpnja 1682. godine postao je Generalfeldwachtmeister, a 4. rujna 1685. godine Feldmarschall-Leutnant.
Za vrijeme španjolske, papinske i mletačke ofenzive na Osmansko Carstvo u 16. stoljeću, Mletačka Republika je namjeravala zauzeti Dubrovačku Republiku pod izlikom zaštite od Turaka. Zapravo su namjeravali osvojiti ozemlje Dubrovačke Republike i pripojiti ga sebi. Dubrovačka Republika je tad diplomatskim putem isposlovala zaštitu saveznika.
Umro je 1700. godine u Beču gdje je i pokopan, u crkvi Madonna di Sotterra, u grobu blizu oltara sv. Sebastijana.